# Yuma (女優)
yuma（ユマ、1980年10月4日 - ）は、静岡県出身の元俳優。旧本名は、中山 佳織。夫は、三谷幸喜。

## 略歴
1980年10月4日、静岡県で生まれる。1983年、父親の仕事の関係でカナダのトロントに移住。1988年、日本に帰国し、兵庫県神戸市に在住。1996年、静岡県清水市（現・静岡市清水区）に転居。その後東京都立川市に転居。高校の文化祭でミュージカルを企画。自ら監督・脚本・演出を担当。このころより趣味で声楽を習い始める。
1998年、辻仁成初監督映画『千年旅人』の新聞公募によるヒロインオーディションで、応募総数1200名の中、ヒロインのユマ役を射止める。オーディションで歌ったイタリア歌曲が辻仁成の音楽的インスピレーションに火を点け、映画に先駆けて、映画とyumaのイメージから浮かんだ10曲のレコーディングが東京とアイルランドで行われる。1999年9月、音楽雑誌『Gb』9月号より「yumaの宝探し」連載。1999年10月30日、ラジオ番組『yumaのスピークスピリッツ』放送。1999年12月、辻仁成の福岡、札幌、函館、名古屋、大阪、東京開催のライブに出演。2001年、辻仁成監督映画『ほとけ』にユマ役で出演。
早稲田大学に進学し、映画製作会社に就職。
2011年9月17日、Arico LIVEにトークゲストとして出演。
2013年、三谷幸喜と結婚した一般女性と報じられる。

## 人物
- 血液型：B型
- 身長：164 cm。
- 趣味：声楽（イタリア歌曲等）、水泳、フルート、クラシック鑑賞、読書。

## 主な出演
映画
- 千年旅人（1999年11月1日公開） - 主題歌も担当[7]。
- ほとけ（2001年8月25日公開）[8]
- 明日への遺言（2008年3月1日公開） - 『中山佳織』名義で出演[3]。

テレビ
- V3（九州朝日放送、2000年1月30日）

ラジオ
- Groove from K-West（bayfm、1999年11月25日）

ライブ
辻仁成のライブへのゲスト出演。いずれも1999年。
- 12月1日：福岡ドラムロゴス
- 12月6日：札幌ペニーレイン24
- 12月8日：函館金森ホール
- 12月11日：名古屋クラブクアトロ
- 12月13日：大阪BIG CAT
- 12月19日：渋谷クアトロ

その他
いずれも1999年。
- 7月10日：博多天神GAYA - 辻仁成トークライブ
- 8月29日：湯布院映画祭
- 11月5日・12日・19日・26日：シネマ下北沢 - 『千年旅人』公開イベントによるトークライブ

## 作品
シングル
1. Aria（1999年11月20日）
2. 見つけてね/控えめなアマリリス（2001年6月20日）

アルバム
- 光の子供（1999年5月21日）

1. 光の子供
2. Aria
3. アイダ
4. 君が好きだよ
5. ピジョン de ブランク
6. Floating in space
7. アカシア
8. I found it easy
9. あこがれ
10. そねっと

イメージアルバム・サウンドトラックへの参加曲
- 冷静と情熱のあいだ Blu〜フィレンツェの異邦人〜辻仁成プロデュース（2001年5月25日） - 『光の子供』『あいのゆくえ』
- 夜来香〜映画「ほとけ」の世界〜（2001年8月18日） - 『夜来香』『アマポーラ〜情熱の舞姫〜』

カバーされた楽曲
- アカシア（辻仁成、ZAMZA、持田香織）
- 光の子供（辻仁成）
- アイダ（今井絵理子）